# (30838) 1991 CM1
1991 سي أم 1 (ويعرف أيضًا باسم (30838) 1991 سي أم 1 وفق تسمية الكوكب الصغير) (بالإنجليزية: 1991 CM1)‏ هو كويكب ضمن حزام الكويكبات؛ وترتيبه 30838 من حيث الاكتشاف.
اكتُشف هذا الجُرم الفلكي بواسطة Tsutomu Seki ‏ في 7 فبراير 1991.

## وصلات خارجية
- (30838) 1991 CM1 في قاعدة بيانات مختبر الدفع النفاث لأجرام النظام الشمسي الصغيرة

- الاكتشاف · مخطط المدار ·  العناصر المدارية · المعلمات المادية

- (30838) 1991 CM1 على موقع ويكي سكاي: DSS2, SDSS, GALEX, IRAS, Hydrogen α, X-Ray, Astrophoto, Sky Map, Articles and images